# スラー
スラー（英: slur）とは、楽譜に用いられる演奏記号のひとつで、いくつかの音符を弧でくくり、音と音を滑らかにつなげて演奏することを表す。
アーティキュレーションのひとつである。

## 一覧
タイと形状が似ているが、異なる音楽記号である。タイは同じ高さの音のみを結ぶのに対して、スラーは異なる高さの音を結ぶことができる。
実際の演奏では、スラーの始点から終点までがひとまとまりに聞こえるように演奏する。このため、終点の音を除き、すべての音は十分に伸ばされる。
スラーはひとつのフレーズを表すことも多く、この場合には、音質や音量に段差がないように演奏されるが、まとまりを感じさせるために終点の音を弱くするのが普通である。
また、始点の音は若干強く演奏することが多い。スラーの中で音の上下があるときには上行でだんだん強くし、下行でだんだん弱くするなど、一般的なフレーズの作り方に準ずる。
ヴァイオリンなど擦弦楽器においてはひと弓で、フルートなど管楽器においては基本的にタンギングを付けないことを示す奏法記号である。これら以外にもこの記号がつけられる場合があるが、その場合は滑らかにつなげることを意味する。